# Simpson (Louisiana)
Simpson és una població dels Estats Units a l'estat de Louisiana. Segons el cens del 2000 tenia 583 habitants.

## Demografia
Segons el cens del 2000, Simpson tenia 583 habitants, 234 habitatges, i 175 famílies. La densitat de població era de 36,2 habitants/km².
Dels 234 habitatges en un 35% hi vivien nens de menys de 18 anys, en un 63,2% hi vivien parelles casades, en un 9,4% dones solteres, i en un 25,2% no eren unitats familiars. En el 23,9% dels habitatges hi vivien persones soles l'11,1% de les quals corresponia a persones de 65 anys o més que vivien soles. El nombre mitjà de persones vivint en cada habitatge era de 2,49 i el nombre mitjà de persones que vivien en cada família era de 2,94.
Per edats la població es repartia de la següent manera: un 25,6% tenia menys de 18 anys, un 6,5% entre 18 i 24, un 30,2% entre 25 i 44, un 26,2% de 45 a 60 i un 11,5% 65 anys o més.
L'edat mediana era de 38 anys. Per cada 100 dones de 18 o més anys hi havia 92,9 homes.
La renda mediana per habitatge era de 36.250 $ i la renda mediana per família de 43.333 $. Els homes tenien una renda mediana de 36.184 $ mentre que les dones 26.500 $. La renda per capita de la població era de 17.485 $. Entorn del 6,1% de les famílies i el 8,4% de la població estaven per davall del llindar de pobresa.

## Poblacions més properes
El següent diagrama mostra les poblacions més properes.